# تپه هسپستان
تپه هسپستان مربوط به سدهٔ ۸–۷ ه.ق است و در شهرستان ارومیه، بخش مرکزی، دهستان روضه‌چای، ۲۰۰ متری روستای متروکه هسپستان واقع شده و این اثر در تاریخ ۲۵ آبان ۱۳۸۷ با شمارهٔ ثبت ۲۳۵۹۸ به‌عنوان یکی از آثار ملی ایران به ثبت رسیده است.